# Фомин, Юрий Иванович
Юрий Иванович Фомин (1911 — 1944) — советский военный деятель, полковник.

## Биография
На военной службе в РККА с 1930. С 14 февраля 1943 до 18 января 1944 командир 225-го отдельного танкового полка. Участвовал в освобождении Киева. Погиб вместе со своим адъютантом, лейтенантом М. У. Мадюдей, в боях у Винницы. Похоронен у памятника Вечной Славы на могиле Неизвестного солдата.

### Звания
- майор;
- подполковник (21 февраля 1943);
- полковник.

### Награды
- орден Красной Звезды (1943);
- орден Александра Невского (1943).